# 인도네시아의 국장

인도네시아의 국장

인도네시아의 국장, 일명 가루다 판차실라(인도네시아어: Garuda Pancasila)는 1950년 2월 11일에 제정되었다.

## 구성
17개의 깃털로 구성된 날개와 8개의 깃털로 구성된 꼬리, 19개의 깃털로 구성된 꼬리 앞부분과 45개의 깃털로 구성된 목을 가진 금색 가루다가 그려져 있다. 국장 가운데에는 인도네시아의 건국 5원칙인 판차실라를 상징하는 5개의 문양이 그려진 방패가 그려져 있다.
방패 가운데에는 금색 별이 그려진 검은색 작은 방패가 그려져 있으며 방패 안에는 십자가 모양의 검은색 선으로 나뉜 4개의 작은 공간으로 구성되어 있다. 방패 왼쪽 상단에는 빨간색 바탕에 검은색 들소의 머리가 그려져 있고 오른쪽 하단에는 빨간색 바탕에 원형 고리와 사각형 고리로 구성된 원형의 금색 쇠사슬이 그려져 있다. 오른쪽 상단에는 하얀색 바탕에 반얀나무가 그려져 있으며 왼쪽 하단에는 하얀색 바탕에 벼 이삭과 목화가 그려져 있다.
가루다가 발톱에 붙잡고 있는 두루마리에는 인도네시아의 나라 표어인 "다양성 속의 통일"(Bhinneka Tunggal Ika)이 산스크리트어로 쓰여져 있다.

## 의미
가루다는 힘과 역량을, 금색은 위대함과 영광을 의미하며 깃털은 인도네시아가 일본로부터 독립을 선언한 날인 1945년 8월 17일을 의미한다. 빨간색과 하얀색은 인도네시아의 국기를 구성하는 색이며 검은색은 자연의 색을, 굵은 검은색 가로줄은 인도네시아의 국토를 횡단하고 있는 적도를 의미한다.
금색 별은 인도네시아의 주요 종교인 이슬람교, 기독교, 힌두교, 불교, 인도네시아의 사회주의 이념을 의미한다. 금색 쇠사슬은 인간 세대의 연속을, 쇠사슬의 원형 고리는 여자를, 사각형 고리는 남자를 의미하며 들소는 민주주의를, 반얀나무는 인도네시아의 단결을, 벼 이삭과 목화는 인도네시아 국민들의 생활과 살림을 의미한다.

## 같이 보기
- 태국의 국장
- 가루다
- 가루다 인도네시아 항공